# マヤ暦
マヤ暦（スペイン語: Calendario maya）は、先コロンブス期のメソアメリカ、及びグアテマラの高地やメキシコの一部などの中央アメリカ各地の文明地域（マヤ文明）で使用されていた暦法である。
マヤ暦の本質は、これらの地域で遅くとも紀元前5世紀から一般的に使用されていたシステムに基づいていると考えられている。それは古くはサポテカ文明やオルメカ文明などのメソアメリカ初期から、以降はミシュテカやアステカ暦など、多くの面で共有されていた。
植民地時代にユカテコ語で書かれた文献や、古典期および後古典期の碑文から復元されたマヤ神話の伝承によれば、神イツァムナーが彼らの祖先に暦法や文字などのマヤ文化の知識をもたらしたと神としてしばしば登場する。

## 概要
マヤ暦には、周期や日数が異なるいくつかの種類の暦法がある。例えば1周期が260日のものは、研究者の間では「ツォルキン」と呼ばれている暦法である。ツォルキンは干支と同様に、20日周期と13日周期という独立した2つの周期が組み合わさって260を数える。これと「ハアブ」として知られている1周期が365日（20日×18か月＋5日×1か月）の太陽暦に近い暦法の組み合わせによって、カレンダー・ラウンドと呼ばれる1周期が52年（18,980日）の暦法を形成している。このカレンダー・ラウンドは、グアテマラの高原の多くの集落などでは現代に至るまで使用されている。ハアブには閏年はなく、季節と月日は年々ずれていく。
より長期間に渡る出来事を表したり、碑文で日付を示す（すなわち、ある行事がいつ発生したかを表す）ためには、別の種類の暦法が使われる。これを長期暦といい、マヤ暦の中では最も一般的な種類の暦法である。またこの暦法は、神話上の最初の日からの日数をも意味している。マヤ文明の研究者の大多数に支持されている長期暦と西暦の対照法（通称GMT対照法）によれば、この長期暦の出発点は先発グレゴリオ暦における紀元前3114年の8月11日、すなわちユリウス暦における紀元前3113年の9月6日に相当するとされる。GMT対照法は、考古学者のジョン・エリック・シドニー・トンプソンが、それより以前に1905年にジョセフ・グッドマンが、1926年にフアン・マルティネス・エルナンデスが、そして1927年にトンプソン自身が導き出した対照法に基づいて1935年に選定された。長期暦は、その線形性により過去や未来のあらゆる日時に対して適用することも可能になった。この暦法では、各位置が日数の倍数を意味する位取り記数法の一種を使用している。マヤ数字のシステムは、基本的には二十進法で成り立っており、各単位は、そのひとつ下の単位の20倍を表す。重要な例外は、二つめの単位が20×20=400日でなく、太陽暦の1年に近い18×20=360日になっていることである。しかしながら、長期暦の周期は太陽年とは無関係であることに注意する必要がある。
長期暦に関する碑文の多くには、月相や現在の6つに分かれた朔の番号、および9つの夜の九王と呼ばれるルールについての情報を提供する補助シリーズが記されている。
また同時に、あまり知られていない暦法についても追跡がなされており、いくつかの碑文には819日周期のものが示されているものもある。神や動物など異なるグループごとに、9日周期で繰り返される暦法（夜の九王参照）なども知られている。

## ツォルキン
ツォルキン（tzolk'in：正書法、またはtzolkin：ユカテコ語表記）は、マヤニスト（マヤ文明の研究者）によって命名された、1周期が260日の暦法である。「ツォルキン」という単語自体は、ユカテコ語で「日付」を意味する語にもとづいた造語である。いくつかある呼び名のうち、当時のマヤ族がどの名称を使用していたのかについては、依然として学者による議論の対象となっている。しかし、慣用的にはユカテコ語による読みが用いられている。
ツォルキンは宗教的な儀式・行事や占いなどの時間を決定するために使用される暦法であり、13日の数字と20日間の名前を組み合わせて260のユニークな日を形成している。それぞれの日は1から13まで続き、1周期で再び1に戻る。これとは別に20日間の名前のリストから順番に名前が付けられ、13×20で260日で1周期の暦が形成される。
| 番号1 | 標準表記2/ユカテコ語表記3（発音） | マヤ文字表記4 | 意味                                   | 守護神ないし関連する事柄             | 対応するアステカ暦 |    | 番号1                       | 標準表記2/ユカテコ語表記3（発音） | マヤ文字表記4 | 意味                                       | 守護神ないし関連する事柄 | 対応するアステカ暦 |
| 01 | Imix'/Imix（イミシュ）            |               | スイレン                               | 大地の神、多産と豊饒の女神、カイマン | シパクトリ         | 11 | Chuwen/Chuen（チュエン）    |                                   | サル          | 猿の姿をした双子の神                       | オソマトリ               |                    |
| 02 | Ik'/Ik（イク）                    |               | 風、息吹、息、溜息、生命               | チャック神                           | エエカトル         | 12 | Eb'/Eb（エブ）              |                                   |               | 恐らく豊饒の女神イシュ・チェルの邪悪な化身 | マリナリ                 |                    |
| 03 | Ak'b'al/Akbal（アクバル）         |               | 地下の暗闇                             | ジャガー神                           | カリ               | 13 | B'en/Ben（ベン）            |                                   |               | 未熟なトウモロコシの神                     | アカトル                 |                    |
| 04 | K'an/Kan（カン）                  |               | 成熟したトウモロコシ、ユム・カーシュ神 | 大きな花                             | クエツパリン       | 14 | Ix/Ix（イシュ）             |                                   |               | ジャガー神                                 | オセロトル               |                    |
| 05 | Chikchan/Chicchan（チクチャン）   |               | 天の怪物                               | 蛇のような神                         | コアトル           | 15 | Men/Men（メン）             |                                   | 欠けていく月  | 年老いた月の女神                           | クアウトリ               |                    |
| 06 | Kimi/Cimi（キミ）                 |               | 死                                     | ユム・キミル                         |                    | 16 | K'ib'/Cib（キブ）           |                                   |               | 獣の姿をした神                             | コスカクアウトリ         |                    |
| 07 | Manik'/Manik（マニク）            |               |                                        | ブルク・チャブタン                   | マサトル           | 17 | Kab'an/Caban（カバン）      |                                   |               | 若々しい姿をした月の女神                   | オリン                   |                    |
| 08 | Lamat/Lamat（ラマト）             |               |                                        | 天のドラゴン                         | トトチリ           | 18 | Etz'nab'/Etznab（エツナブ） |                                   |               | 恐らく黒曜石の刃の神                       | テクパル                 |                    |
| 09 | Muluk/Muluc（ムルク）             |               |                                        | 水と翡翠の神                         | アトル             | 19 | Kawak/Cawac（カワク）       |                                   | 嵐            |                                            | キアウィトル             |                    |
| 10 | Ok/Ok（オク）                     |               | 足跡、しるし                           | 犬                                   | イツクィントリ     | 20 | Ajaw/Ahau（アハウ）         |                                   | 高貴な人      | イツァムナー                               | ショチトル               |                    |
| 注釈 1. ツォルキンにおける日付の配列番号。 2. グアテマラ・マヤ言語アカデミーによって改訂・標準化された正書法。 3. 18世紀にディエゴ・デ・ランダらによって記録されたユカテコ語による日付の表記法。この正書法は近年まで広く使われてきた。 4. マヤ文字表記の一例。表記法にはいくつかの異なる形式がある。ここに示されているものは、記念碑の銘文などに彫られることが多かったものである。 |                                   |               |                                        |                                      |                    |    |                             |                                   |               |                                            |                          |                    |

いくつかの暦法においては 1 Imix'を第1日とし、2 Ik'、3 Ak'b'alと続いて13 B'enまでカウントされる。日付の数字は14日目になると再び1番目に戻り、1 Ix、2 Men…と続いて20日目には7 Ajawとなる。翌日の21日目には日付の名前が最初に戻って 8 Imix'になる。このようにして全ての組み合わせが揃う260日で1周期となる。

## ハアブ
| 配列番号 | 標準表記/ユカテコ語表記（発音） | マヤ文字表記 |    | 配列番号                    | 標準表記/ユカテコ語表記（発音） | マヤ文字表記 |
| 0        | Pop/Pop（ポプ）                 | Pop          | 9  | Yax/Yax（ヤシュ）           | Yax                             |              |
| 1        | Wo'/Uo（ウオ）                  | Wo           | 10 | Sak'/Zac（サク）            | Sak                             |              |
| 2        | Sip/Zip（シプ）                 | Sip          | 11 | Keh/Ceh（ケフ）             | Keh                             |              |
| 3        | Sotz'/Zotz（ソッツ）            | Sotz'        | 12 | Mak/Mac（マク）             | Mak                             |              |
| 4        | Sek/Tzec（ツェク）              | Sek          | 13 | K'ank'in/Kankin（カンキン） | K'ank'in                        |              |
| 5        | Xul/Xul（シュル）               | Xul          | 14 | Muwan'/Muan（ムアン）       | Muan                            |              |
| 6        | Yaxk'in'/Yaxkin（ヤシュキン）   | Yaxk'in      | 15 | Pax/Pax（パシュ）           | Pax                             |              |
| 7        | Mol/Mol（モル）                 | Mol          | 16 | K'ayab/Kayab（カヤブ）      | K'ayab                          |              |
| 8        | Ch'en/Chen（チェン）            | Ch'en        | 17 | Kumk'u/Cumku（クムク）      | Kumk'u                          |              |
|          |                                 |              |    | 18                          | Wayeb'/Uayeb（ワイェブ）        | Wayeb        |

ハアブ暦は、1ヶ月が20日の18の月と、「ワイェブ」と呼ばれる年末に付け足される5日間の日で構成されている。ワイェブの5日間は、当時では不吉な日だと考えられていた。フォスターは2002年、「ワイェブの期間中、人間界と地底の間のポータルは解散した。境界線は、悪霊が災害を引き起こすことを妨げなかった。」と記した。悪霊を避けるため、マヤ暦を使用する地域などでは、ワイェブの期間中に独自の習慣と儀式を行っていた。その一例としては、人々は家を離れる事や、髪を洗ったり櫛をかけたりする事を避けていた事などが挙げられる。1982年にブリッカーは、ハアブは紀元前550年頃から、冬至の出発点として使用されるようになったと推定している。
現在、ハアブ暦における月の名前は、16世紀にディエゴ・デ・ランダやチュマイェルのチラム・バラムの予言書などによって書き写された資料における、植民地時代のユカテコ語の対応する名前で知られている。先コロンブス期のマヤ文字で書かれた碑文に基づくハアブのグリフネームの音韻分析の結果によれば、これらの20日間分のグリフネームは、地域や期間によってかなり変化していることを示している。これは、スペイン語のソースによる記録に先立つ古典期や後古典期の基本言語とその使われ方の相違を反映している。
ハアブ暦の日付は、その月における日付とそれに続く月の名前によって識別された。日付はその月の0日とみなされる指定された月の「座席」を意味するグリフから開始される。ただし一部では、この日は指定された月の前月の20日として扱われる場合もある。後者の場合、ポプの座席は日付は5ワイェブとなる。多くの場合、年の最初の日は0Pop（ポプの座席）だった。これに続いて1Pop、2Pop…19Pop→0Wo、1Wo…というように続けられた。
ハアブ暦における1年は正確な365日であり、実際の太陽年における残り約4分の1日については無視した。これは季節が毎年約4分の1日ずつ、暦年に対してずれていたことを意味し、特定の季節にちなんで命名された月名は、数世紀後にはこの季節に対応しなくなった。

## カレンダー・ラウンド
カレンダー・ラウンドは、ツォルキンとハアブを複合した暦法となっている。カレンダー・ラウンドにおける1周期の日数は、ツォルキンにおける周期の日数である260と、ハアブにおける周期の日数である365の最小公倍数に当たる18980日間である。この18980日はツォルキンにおける73年、ハアブにおける52年に相当する。
ツォルキンとハアブの全ての組み合わせが起こり得るわけではなく、ツォルキンにおけるイミシュ、キミ、チュエン、キブの日の場合、対応するハアブの日は4日、9日、14日、19日にしかならない。同様にイク、マニク、エブ、カバンの場合はハアブの日は0日、5日、10日、15日、アクバル、ラマト、ベン、エツナブの場合は1日、6日、11日、16日、カン、ムルク、イシュ、カワクの場合は2日、7日、12日、17日、チクチャン、オク、メン、アハウの場合日は3日、8日、13日、18日にそれぞれ限定される。

### 年の支え
年の支え(Year Bearer)とは、ハアブ暦の最初の日のツォルキンによる名前をいう。ハアブの最初の日が0ポプとすると、各0ポプは例えば「1イク 0ポプ」のようにツォルキンの日付とともに出現する。ツォルキンの日名は20日あり、ハアブの1年は365日なので、ハアブの最初の日のツォルキン名は以下のように5日ずつ増えていく：
- 1イク 0ポプ
- 2マニク 0ポプ
- 3エブ 0ポプ
- 4カバン 0ポプ
- 5イク 0ポプ

ツォルキンの20の日名のうち、4つだけが0ポプとともに出現する。この4つが「年の支え」と呼ばれる。
「年の支え」という名前はマヤ人の概念を直訳したものである。年の支えは2つの点で重要である。まず、4つの年の支えによって始まる4年はそれぞれ別の性格を持ち、それぞれが吉凶と守護神を持っている。さらに、年の支えは境界標識や山と地理的に同定されているため、地域社会の定義に役立つ。
上記の年の支えの古典期の体系はティカルの碑文およびドレスデン絵文書に記述されている。古典期後期のカンペチェでは異なる年の支えが用いられた。この体系では1ポプに対応するツォルキンの日付を年の支えとし、アクバル・ラマト・ベン・エツナブが使用される。後古典期のユカタンでは第3の体系が使われた。この体系では2ポプの日付を用い、カン・ムルク・イシュ・カワクが用いられた。さらに、スペイン人による征服の直前にマヤパンではハアブの日数を1から20まで数えるようになった。この体系では年の支えは1ポプ（カンペチェと同じ）になる。古典期と同じ体系は今もグアテマラ高地とメキシコのベラクルス州、オアハカ州、チアパス州で用いられる。

## 長期暦

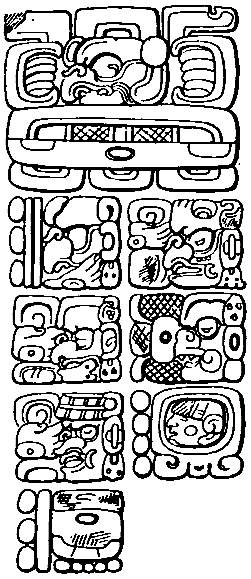
キリグア石碑C。神話上の創造の日である13.0.0.0.0 4アハウ8クムク（先発グレゴリオ暦紀元前3114年8月11日）を記す

カレンダー・ラウンドは18,980日、すなわち約52年ごとに循環し、人の一生に約1度繰り返す。歴史を正確に記す必要がある場合には、より洗練された方式で日付を記す必要がある。52年より長い期間にわたる日付を特定するために、メソアメリカでは長期暦が使用された。
マヤでは日をキン、20キンをウィナル、18ウィナルをトゥン、20トゥンをカトゥン、20カトゥンをバクトゥンと呼んだ。
長期暦では、マヤの創造の日である4アハウ 8クムク（先発グレゴリオ暦の紀元前3114年8月11日、ユリウス暦 9/6/-3113）からの日付を数えるが、十進法のかわりに二十進法に修正を加えたものを使用する。0.0.0.1.5 は 25 に等しく、0.0.0.2.0 は 40 に等しくなる。ウィナルが20でなく18でリセットされるため、キンではなくトゥンを基本単位とし、キンとウィナルをトゥンを構成する日数とみなした場合にのみ一貫して二十進法を使うことになる。長期暦の0.0.1.0.0は純粋な二十進法の400ではなく、360日を意味する。
滅多に使われないが、バクトゥンよりも大きな4つの周期がある（ピクトゥン、カラブトゥン、キンチルトゥン、アラウトゥン）。
長期暦は多義的でないため、モニュメントに記すのに特に適している。石碑の碑文には長期暦の5つの数字のみでなく、ツォルキンとハアブの文字も記される。
長期暦に関する誤解が2012年人類滅亡説のもとになった。しかし、実際には2012年12月21日は長期暦が次のバクトゥン (13.0.0.0.0) に進む日付に過ぎなかった。次のピクトゥン（20バクトゥン）に進むのは、長期暦の1.0.0.0.0.0（西暦4772年10月13日）のこととなる。
メソアメリカ研究組織であるFAMSIの事務局長サンドラ・ノーブルは「古代マヤにとって、周期を終わらせるために盛大な祭りを行った」ことを指摘している。2012年12月を破滅の日であるとか宇宙の変位の事件とすることは「完全なでっち上げであり、多くの人々にとって金儲けの機会」と彼女は見なしている。
| 単位                         | 定義             | 日数           | 太陽年     |
| ---------------------------- | ---------------- | -------------- | ---------- |
| キン (K'in)                  |                  | 1              |            |
| ウィナル (Winal)             | 20キン           | 20             |            |
| トゥン (Tun)                 | 18ウィナル       | 360            | 1          |
| カトゥン (K'atun)            | 20トゥン         | 7,200          | 20         |
| バクトゥン (B'ak'tun)        | 20カトゥン       | 144,000        | 394        |
| ピクトゥン (Piktun)          | 20バクトゥン     | 2,880,000      | 7885       |
| カラブトゥン (Kalabtun)      | 20ピクトゥン     | 57,600,000     | 157,704    |
| キンチルトゥン (K'inchiltun) | 20カラブトゥン   | 1,152,000,000  | 3,154,071  |
| アラウトゥン (Alautun)       | 20キンチルトゥン | 23,040,000,000 | 63,081,429 |

## 短期暦
古典期後期に、マヤでは長期暦のかわりに、それを省略した短期暦を使用するようになった。ティカルの祭壇14にその例が見られる。後古典期のユカタン諸王国では長期暦ではなく短期暦が使われた。短期暦は13カトゥン（260トゥン）の周期を持ち、その最後の日であるアハウ（王）の日によって名づけられた。アステカの1のワニに対応する1イミシュの日が周期の最初の日とされ、カトゥン11アハウからカトゥン13アハウまで、数字は11→9→7→5→3→1→12→10→8→6→4→2→13のように変化していく（1カトゥンを構成する20×360日を13で割ると11余るため）。13アハウの年の翌日は再び1イミシュになる。この体系は植民地時代の書物であるチラム・バラムの書で使われている。メソアメリカに特徴的なやり方により、チラム・バラムの書では時間の周期を空間に投影して、ユカタンの地を13の「王国」（13のアハウオブ（王の複数形）からなる）に分けている。

## 補助シリーズ
マヤ碑文では長期暦やカレンダー・ラウンドを記したイニシャル・シリーズのほかにも暦に関する情報が載せられており、これを補助シリーズと称する。マヤ研究者は補助シリーズの構成要素をアルファベットによって分類している。
- 夜の九王（グリフG、F）。
- 時々出現する不明な情報（グリフY、Z）。
- 朔望月に関する情報（グリフE、D、C、X、B、A）。新月からの日数、太陰暦の6か月のうち何ヶ月が過ぎたか、大小月など。マヤでは149朔望月が4400日に等しいとされた（1朔望月 = 29.53020日）。

## 819日周期
まれに、補助シリーズに819日の周期が挿入されることがある。現在まで13例しか知られていない。メアリ・ミラーとカール・タウベによると、819 = 7×9×13であり、7と9と13はマヤ人にとって聖なる数と考えられていたのだという。

## 金星暦
メソアメリカで金星は太陽と月についで重要な天体だった。ドレスデン絵文書には「236 90 250 8」という4つの数字が載せられている。これを合計すると584になり、金星の会合周期（583.92日）を表していると考えられる。4つ数字があるのは金星が見えたり見えなくなったりすることを反映しているらしいが、この数字は現実と異なっている（実際には 263 50 263 8 くらいになる）。
この584日周期を5倍するとハアブの8年に一致し（365×8 = 584×5）、104年（カレンダー・ラウンドの2倍）で金星暦・ハアブ・ツォルキンのすべての周期がそろう。もちろんこの584日というのは近似値に過ぎないので、104年後に現実の金星の位置がまったく同じになるわけではない。

## ギャラリー

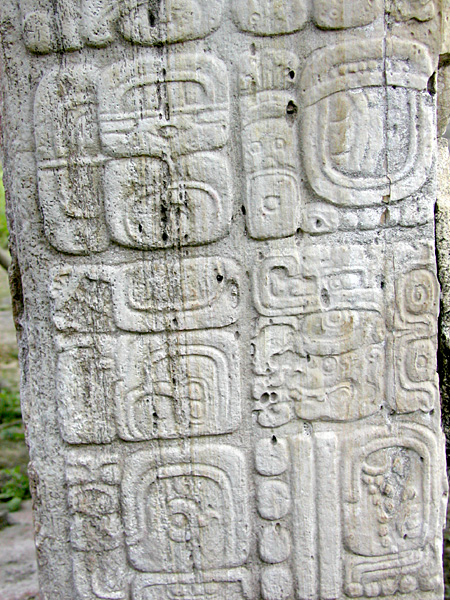
マヤの石碑
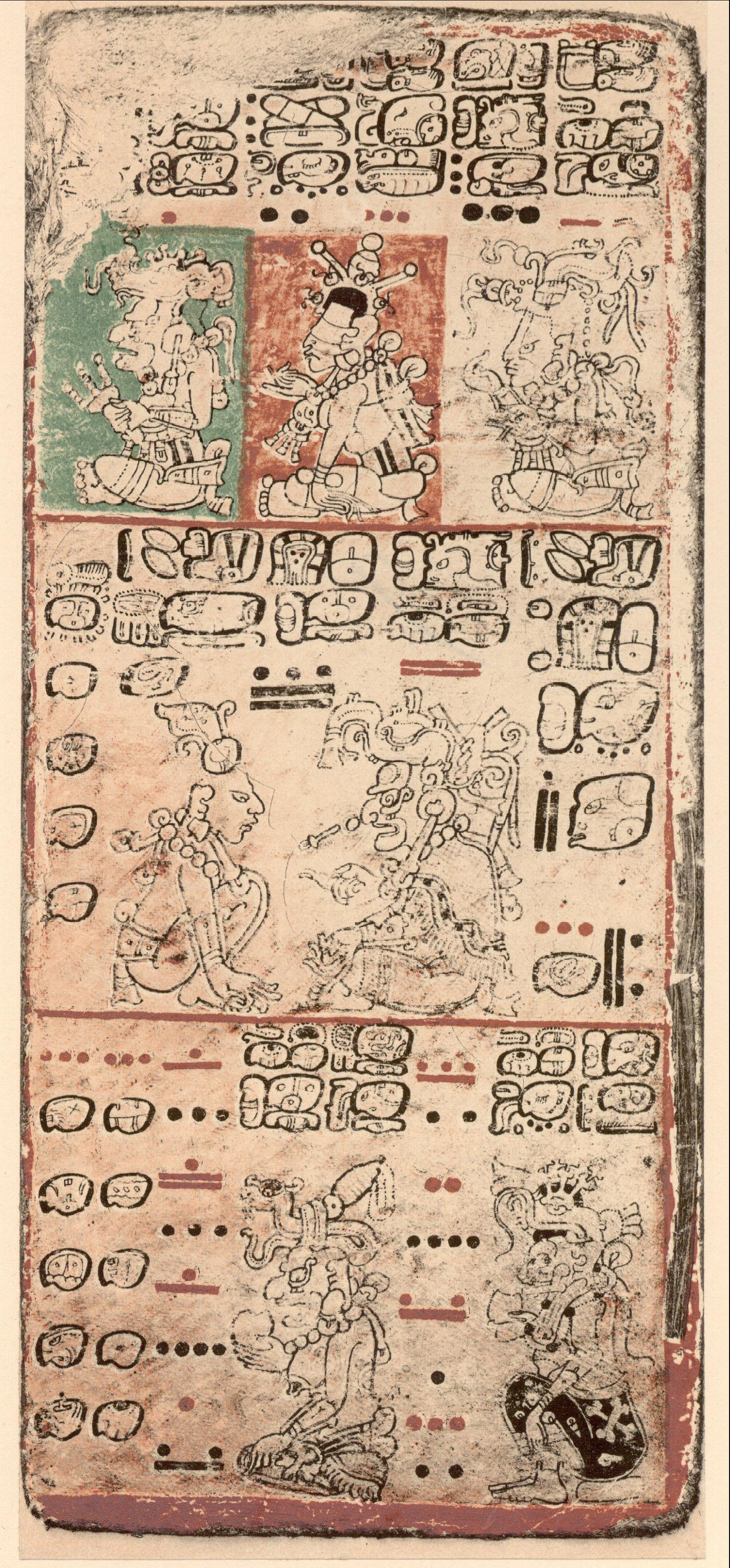
ドレスデン絵文書